# Abdullah Cevdet
Abdullah Cevdet (prononcé [ɑbduɫɫɑh d͡ʒɛvdɛt], devenu sous le régime républicain Abdullah Cevdet Karlıdağ,
né le 9 septembre 1869 à Arapgir dans le vilayet de Mamouret-ul-Aziz, aujourd'hui dans la province de Malatya, mort le 29 novembre 1932 à  Istanbul), est un homme politique, intellectuel et médecin kurde de l'Empire ottoman puis de la République de Turquie.

## Engagement politique
Abdullah Cevdet étudie à l'école de santé militaire à Constantinople. Avec 4 autres étudiants, dont l'Albanais Ibrahim Temo, il fonde en 1889 une cellule du Comité Union et Progrès (mouvement des Jeunes-Turcs) en opposition au despotisme du sultan Abdülhamid II. Il vit en exil à Londres, à Paris, à Genève où il écrit dans le journal turc İctihad. Il participe à la révolution de 1908 qui ouvre la seconde période constitutionnelle ottomane (en). Il s'éloigne alors des Jeunes-Turcs pour rejoindre le nouveau Parti démocratique ottoman (Fırka-i İbad en turc ottoman). Il est favorable à une décentralisation de l'Empire et à l'autonomie de ses différents peuples. Son journal est interdit en 1914 lorsqu'il s'oppose à l'entrée de l'Empire ottoman dans la Première Guerre mondiale.

## Œuvre culturelle
En même temps, Abdullah Cevdet développe sa propre pensée matérialiste et athée et fréquente plusieurs associations kurdes. Malgré son athéisme et son opposition aux institutions religieuses, il entretient de bonnes relations avec le mystique kurde Saïd Nursî. Il est critiqué et plusieurs fois emprisonné pour blasphème. En 1922, il est attaqué par les milieux religieux conservateurs pour avoir fait l'éloge du bahaïsme. Il traduit en turc les œuvres de Shakespeare, Omar Khayyam et Gustave Le Bon, tout en écrivant ses propres poèmes. 
Bien qu'il ait influencé la pensée laïque de Mustafa Kemal Atatürk, Abdullah Cevdet finit sa vie dans l'isolement. À sa mort, son cercueil est porté à la mosquée Sainte-Sophie où personne ne vient le réclamer. C'est sur l'insistance de l'écrivain turc Peyami Safa que les religieux acceptent finalement de célébrer ses funérailles. Il est enterré au cimetière de Merkezefendi (en).
Il a appartenu à la Franc-maçonnerie turque 